# Donja Drenova
 Donja Drenova  falu Horvátországban Zágráb megyében. Közigazgatásilag Szentivánzelinához tartozik.

## Fekvése
Zágrábtól 20 km-re északkeletre, községközpontjától 6 km-re délnyugatra a Medvednica-hegység délkeleti lejtőin a Drenovčak-patak völgyében a megye északkeleti részén fekszik.

## Története
1857-ben 212, 1948-ban 470 lakosa volt. Trianonig Zágráb vármegye Szentivánzelinai járásához tartozott.
2001-ben 330 lakosa volt.

## Nevezetességei
Az Omilje-kúria 1822-ben épült klasszicista stílusban. Egyszintes, klasszicista épület, téglalap alaprajzzal. Egy domboldalon, Donja Drenova falu felett, Szentivánzelina közelében található. Építtetője Stjepan Čačković volt, 1844-től a tulajdonjog a Štajduhar családé lett, utolsó tulajdonosa pedig a Krizmanić család volt. Az épület funkcióját többször megváltoztatták, így a második világháború idején illegális nyomdát működtettek benne, a háború végétől 1977-ig általános iskolának használták, manapság pedig elhagyatott. A donja drenovai Čačković-Štajduhar-kastély jelentősége történelmi jelentőségében rejlik, tekintettel arra, hogy Anka Krizmanić (1896-1987) festő és grafikus, valamint Vjenceslav Richter építész, festő és szobrász (1917-2002) élt benne egy ideig.